# Konrad Scheringer
Konrad Scheringer (* 17. Oktober 1938 in Kösching, Oberbayern; † 16. August 2016) war ein deutscher Politiker (SED, PDS).

## Leben
Konrad Scheringer war der Sohn des späteren bayerischen KPD-Abgeordneten Richard Scheringer. Auf dessen Wunsch siedelten Konrad Scheringer und sein Bruder Johann Scheringer (der ebenfalls SED/PDS-Politiker wurde) in die DDR über und studierten dort an der Agrarhochschule Meißen. Mit 21 Jahren wurde Konrad Scheringer Vorsitzender einer LPG in Großfahner in Thüringen. Nach der Wende wurde die LPG in eine Agrar-Genossenschaft umgewandelt, deren Vorsitzender er wieder wurde.
In der DDR war er kommunalpolitisch tätig. Bei der Landtagswahl in Thüringen 1994 wurde er für die PDS in den Thüringer Landtag gewählt, dem er zwei Wahlperioden lang angehörte. 2003 legte er sein Mandat nieder und Benno Lemke wurde sein Nachrücker. Seine Nichte Johanna Scheringer-Wright wurde 2004 in den Thüringer Landtag gewählt. Im Landtag lag sein Schwerpunkt auf der Landwirtschaftspolitik. Gemeinsam mit Ursula Fischer und Almuth Beck klagte er als Abgeordneter erfolgreich gegen den Beschluss des Landtags, eine Überprüfung aller Abgeordneten auf eine Tätigkeit als IM des MfS vorzunehmen.